# Bataille de Râmnic
Guerre russo-turque de 1787-1792
Batailles
- Kinburn
- Otchakov
- Île des Serpents (Fidonisi)
- Focșani
- Râmnic
- Kertch
- Tendra
- Izmaïl
- Măcin
- Kaliakra

La Bataille de Râmnic (roumain : Bătălia de la Râmnicu Sărat, turc : Boze Savaşı Muharebesi) ou, d'après la translittération depuis le russe, de Rymnik, se déroula le 22 septembre 1789 près de Râmnicu Sărat en Valachie, pendant la Guerre russo-turque de 1787-1792. Les Russes commandés par le général Alexandre Souvorov, agissant de concert avec les Autrichiens, s'attaquèrent aux troupes Ottomanes du Grand Vizir Cenazé Hassan Pacha (en). 
Les Austro-Russes, environ 25 000 hommes, avaient rattrapé, après une épuisante marche de nuit depuis la Moldavie, environ 100 000 Turcs en retraite à la suite de l'occupation des Principautés danubiennes par les Habsbourg. L'affrontement fut particulièrement sanglant pour les Turcs, surpris au petit matin et massacrés à coups de canon. Pour sa victoire, Souvorov reçut le titre de "Comte Rymniktskii" (en russe граф Рымникский).

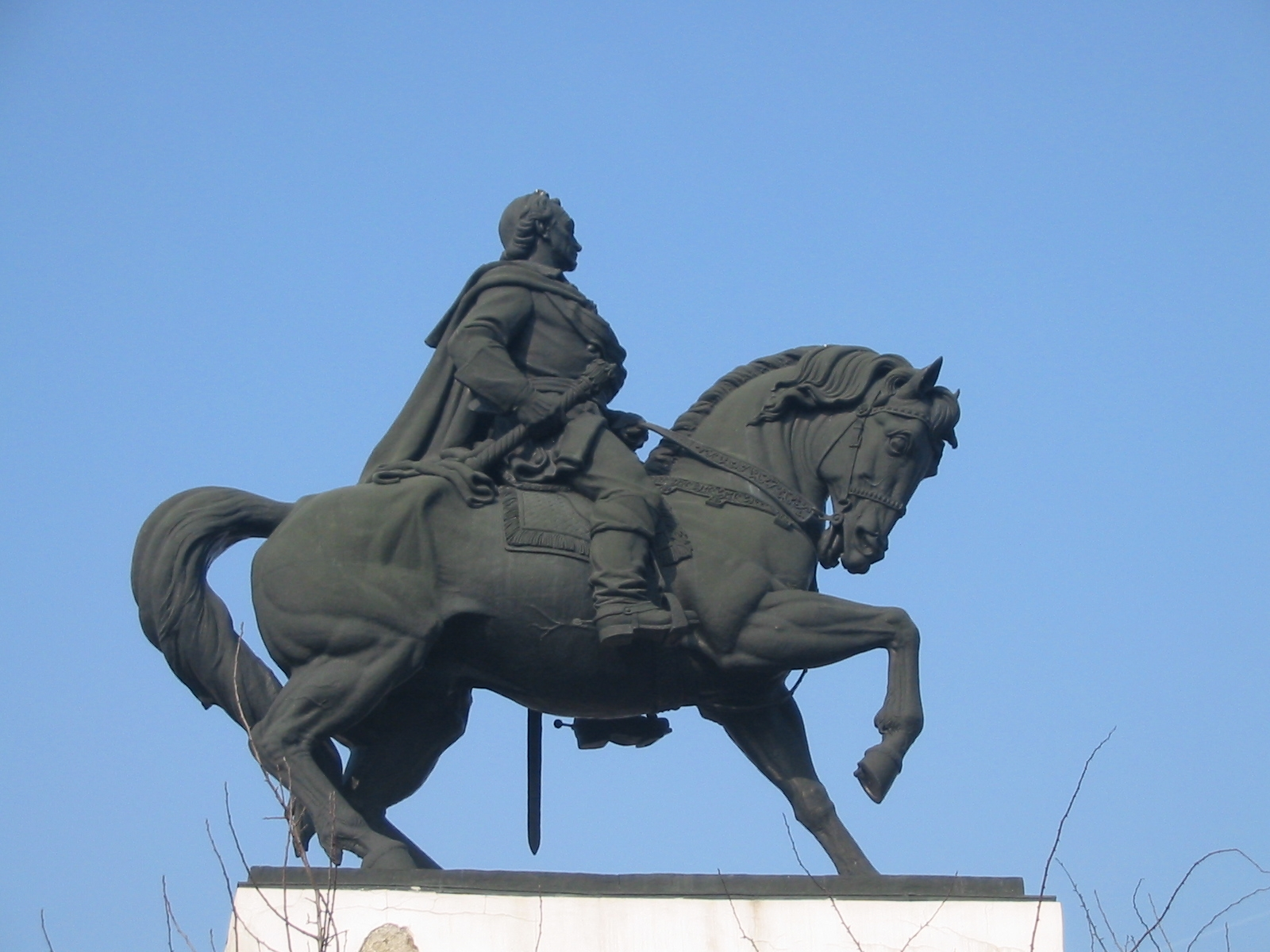
Le monument de Souvorov près de Focşani
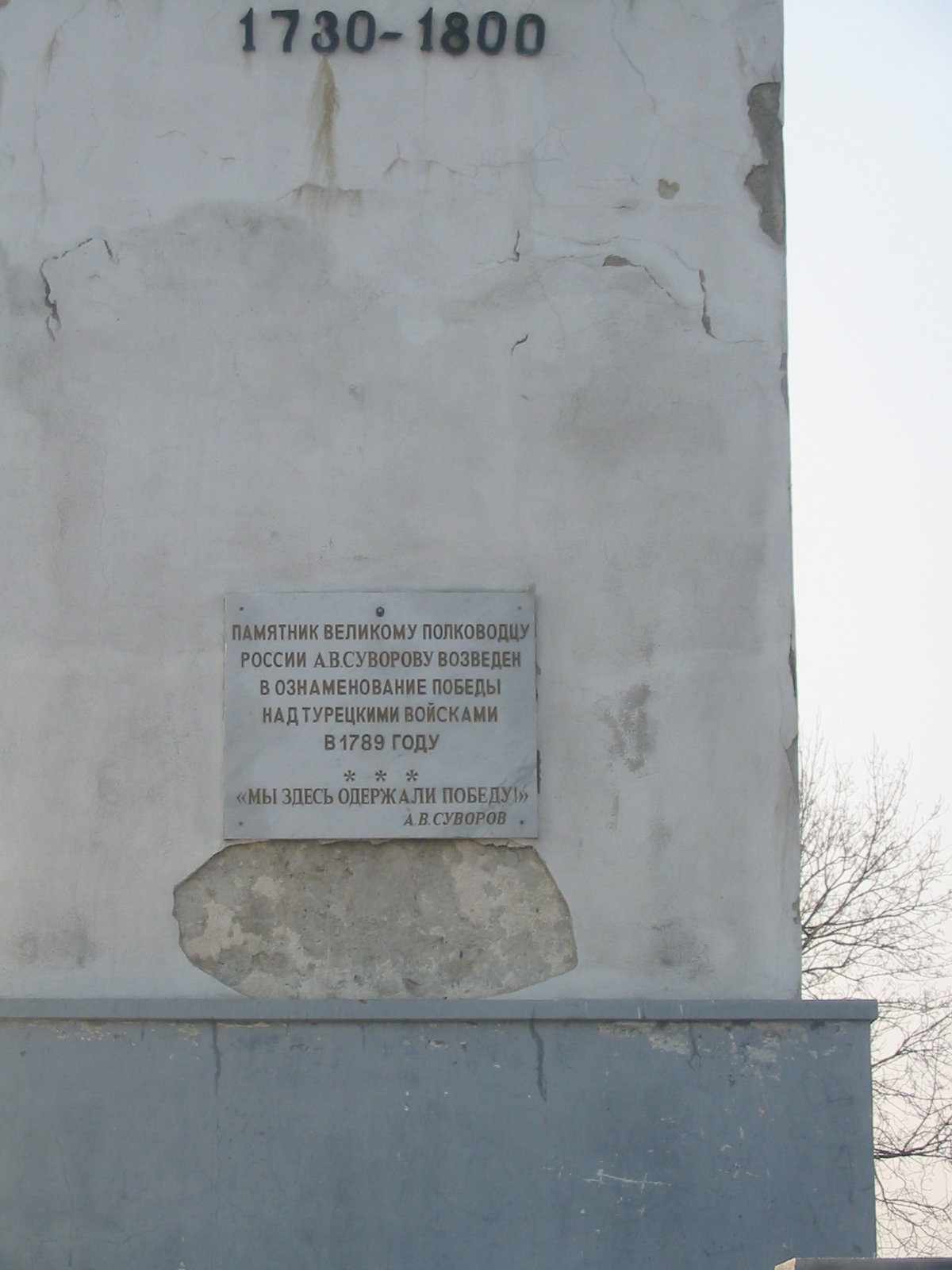
Détail du monument.

## Source
Article anglais et site sur Souvorov.